# Jason Stoltenberg
Jason Stoltenberg (Narrabri, 4 aprile 1970) è un allenatore di tennis ed ex tennista australiano.

## Biografia
Stoltenberg era un giocatore d'attacco che prediligeva le superfici veloci, dove ha raccolto i migliori risultati in carriera: sull'erba di Wimbledon ha giocato una semifinale Slam e sul cemento alla Rogers Cup l'unica finale del circuito Masters-1000. Ha colto buoni risultati anche sulla terra rossa o verde sul circuito americano, molto in voga negli anni 90, che si giocava in contemporanea con i ben più prestigiosi tornei europei.
Già molto forte da junior vince nel 1987 gli Australian Open e raggiunge la finale a Wimbledon, persa contro Diego Nargiso.
L'anno dopo raggiunge gli ottavi in Australia tra i pro, a cui aggiunge il 3t al Queen's e agli Us Open e i quarti a Rye Brook e Brisbane, chiudendo la stagione al n. 70 del mondo.
Nel 1989 raggiunge il 3t agli Australian Open e Wimbledon, i quarti a Tokyo, Brisbane e Sydney e la sua prima finale ATP a Livingston, persa con Brad Gilbert. Chiude l'anno senza tuttavia fare i progressi attesi, al n. 84.
Anche il 1990 è un anno di transizione, ove i migliori risultati sono i quarti ad Orlando e Los Angeles, il 3t al Queen's e a Indianapolis. Scende al n. 108.
Nel 1991 raggiunge le semifinali a Singapore e Brisbane ed il 3t al Queen's e a Indianapolis, rientrando nei 100.
Nel 1992 raggiunge solamente il 3t a Memphis ed i quarti al Queen's, retrocedendo al n. 166 ATP.
Risale il ranking nel 1993 col 3t agli Australian Open e a Key Biscayne e le finali nei challenger di Indian Wells e Taipei. Sull'erba di Manchester si aggiudica il primo torneo in carriera battendo in finale Wally Masur. Il n. 2 del mondo Jim Courier lo ferma poi al 3t del successivo Wimbledon, ma in estate sul cemento di Cincinnati il giocatore australiano si prende la rivincita, uscendo nei quarti contro Michael Chang. Raggiunge i quarti anche a Gstaad e viene schierato in Davis sia in semifinale contro l'India, che in finale contro la Germania, dove porta al quinto set Michael Stich.
Il 1994 è la sua migliore stagione da pro. In primavera vince l'ATP di Birmingham, raggiunge poi il 3t al Queen's e a Wimbledon, la semifinale a Manchester, i quarti a Newport, le finali a Washington, sconfitto da Stefan Edberg, e Toronto, dove batte Courier e perde da Agassi, la semifinale a Los Angeles, dove batte stavolta Agassi e perde da Boris Becker e i quarti a Cincinnati. Al termine di questa ottima sequenza di risultati balza al n. 21 ATP, posizione che mantiene a fine anno, dopo essere stato anche 19.
Nel 1995 raggiunge i quarti alle Bermuda, al Queen's e a Washington ma non difendendo i tanti punti in scadenza crolla al n. 141 ATP. Il 3t agli Us Open, la semifinale a Bordeaux e i quarti a Basilea e Tel Aviv gli consentono tuttavia di rientrare al n. 80 del mondo.
Nel 1996 raggiunge i quarti a Sydney, San Jose' e Filadelfia, la semifinale a Pinehurst e si aggiudica i titoli nel challenger di Indian Wells e nell'ATP di Coral Springs. A Wimbledon ottiene la sua migliore prestazione Slam cedendo a Richard Krajicek in semifinale, dopo aver battuto Goran Ivanisevic. Successivamente raggiunge il 3t agli Us Open e la semifinale a Bornemouth. Si qualifica per la Grand Slam Cup dove si arrende a Boris Becker. Chiude l'anno al n. 31 ATP.
Nel 1997 ottiene la semifinale a Orlando, la finale ad Atlanta, la vittoria a Coral Springs, i quarti a Nottingham, il 3t a Wimbledon, Washington e Indianapolis, finendo l'anno al n. 79.
Nel 1998 gioca 3 finali ATP perdendole contro Hewitt ad Adelaide, Agassi a Scottsdale e Sampras ad Atlanta. Altri risultati importanti sono i QF a Sydney e Stoccolma, gli ottavi al Roland Garros e a Wimbledon, la semifinale a Newport ed il 3t a Indianapolis e a Parigi Bercy. Risale al n. 27 ATP.
Nel 1999 raggiunge le semifinali ad Adelaide e Long Island, i quarti a Sydney e Atlanta e gli ottavi al Queen's.
Nel 2000 gioca le ultime 2 finali del circuito perdendole contro due connazionali: ancora Hewitt a Sydney e Ilie ad Atlanta. Raggiunge anche i quarti ad Adelaide e Los Angeles, il 3t al Roland Garros e la semifinale a Newport.
Nel 2001 raggiunge la semifinale ad Adelaide e i quarti a Memphis ma è frenato da una serie di problemi fisici ragion per cui si ritira al termine del torneo di Wimbledon, dove perde in 5 set al 2t da Juan Carlos Ferrero.
Dopo il ritiro dall'attività agonistica è stato per diverso tempo l'allenatore di Lleyton Hewitt.

## Singolare

### Vittorie (4)
| Legenda                                           |
| Grande Slam (0)                                   |
| Tennis Masters Cup / ATP World Tour Finals (0)    |
| Grand Slam Cup (0)                                |
| Super 9 / Master Series (0)                       |
| ATP Championships / International Series Gold (0) |
| World Series / International Series (4)           |

| Nº | Data           | Torneo                                                | Superficie  | Avversario della finale | Risultato        |
| -- | -------------- | ----------------------------------------------------- | ----------- | ----------------------- | ---------------- |
| 1. | 21 giugno 1993 | Manchester Open, Manchester                           | Erba        | Wally Masur             | 6–1, 6–3         |
| 2. | 18 aprile 1994 | Birmingham, USA                                       | Terra verde | Gabriel Markus          | 6–3, 6–4         |
| 3. | 20 maggio 1996 | International Tennis Championships, Coral Springs (1) | Terra verde | Chris Woodruff          | 7–6(4), 2–6, 7–5 |
| 4. | 12 maggio 1997 | International Tennis Championships, Coral Springs (2) | Terra verde | Jonas Björkman          | 6–0, 2–6, 7–5    |

### Finali perse (9)
| Legenda                                           |
| Grande Slam (0)                                   |
| Tennis Masters Cup / ATP World Tour Finals (0)    |
| Grand Slam Cup (0)                                |
| Super 9 / Master Series (1)                       |
| ATP Championships / International Series Gold (0) |
| World Series / International Series (8)           |

| Nº | Data            | Torneo                                           | Superficie  | Avversario della finale | Risultato           |
| -- | --------------- | ------------------------------------------------ | ----------- | ----------------------- | ------------------- |
| 1. | 13 agosto 1989  | Livingston Open, Livingston                      | Cemento     | Brad Gilbert            | 4-6, 4-6            |
| 2. | 24 luglio 1994  | Sovran Bank Classic, Washington                  | Cemento     | Stefan Edberg           | 4-6, 2-6            |
| 3. | 31 luglio 1994  | Canada Open, Toronto                             | Cemento     | Andre Agassi            | 4-6, 4-6            |
| 4. | 4 aprile 1997   | Verizon Tennis Challenge, Atlanta (1)            | Terra verde | Marcelo Filippini       | 6(2)–7, 4-6         |
| 5. | 11 gennaio 1998 | Next Generation Adelaide International, Adelaide | Cemento     | Lleyton Hewitt          | 6-3, 3-6, 6(4)–7    |
| 6. | 8 marzo 1998    | Tennis Channel Open, Scottsdale                  | Cemento     | Andre Agassi            | 4-6, 6(3)–7         |
| 7. | 3 maggio 1998   | Verizon Tennis Challenge, Atlanta (2)            | Terra verde | Pete Sampras            | 7–6(2), 3-6, 6(4)–7 |
| 8. | 16 gennaio 2000 | Medibank International, Sydney                   | Cemento     | Lleyton Hewitt          | 4-6, 0-6            |
| 9. | 16 aprile 2000  | Verizon Tennis Challenge, Atlanta (3)            | Terra verde | Andrew Ilie             | 3-6, 5-7            |

## Doppio

### Vittorie (5)
- 1990: Singapore (con Mark Kratzmann)
- 1990: Manchester (con Mark Kratzmann)
- 1990: Brisbane (con Todd Woodbridge)
- 1991: San Francisco (con Wally Masur)
- 1993: Sydney Outdoor (con Sandon Stolle)

### Finali perse (6)
- 1988: Madrid (con Todd Woodbridge)
- 1990: Seoul (con Todd Woodbridge)
- 1992: Adelaide (con Mark Kratzmann)
- 1993: Hong Kong (con Sandon Stolle)
- 1995: Bermuda (con Brett Steven)
- 1998: Newport (con Scott Draper)